# فرودگاه کیپ سریچف
فرودگاه کیپ سریچف (به انگلیسی: Cape Sarichef Airport) یک فرودگاه خصوصی است که یک باند فرود شن دارد و طول باند آن ۵۷۹ متر است. این فرودگاه در کشور ایالات متحده آمریکا قرار دارد و در ارتفاع ۸۹ متری از سطح دریا واقع شده‌است.